# Rozvaj, Zolociv
Rozvaj (în ucraineană Розваж) este un sat în comuna Bilîi Kamin din raionul Zolociv, regiunea Liov, Ucraina.

## Demografie
Componența lingvistică a localității Rozvaj
     Ucraineană (99,14%)
     Alte limbi (0,86%)
Conform recensământului din 2001, majoritatea populației localității Rozvaj era vorbitoare de ucraineană (99,14%), existând în minoritate și vorbitori de alte limbi.